# Crise politique salvadorienne de 2021
La crise politique salvadorienne de 2021 est survenue le 1er mai 2021 lorsque l'Assemblée législative du Salvador a voté la révocation de plusieurs juges de la Cour suprême (en) et la révocation du procureur général du Salvador, qui avaient tous deux été des opposants virulents à la présidence de Nayib Bukele. L'événement a été qualifié d'auto-coup d'État par l'opposition et par les médias.

## Contexte
Le 9 février 2020, le président salvadorien Nayib Bukele a ordonné à quarante soldats d'entrer à l'Assemblée législative pour faire pression sur ses députés afin qu'ils votent en faveur d'une demande de prêt de 109 millions de dollars aux États-Unis afin de soutenir son "plan de contrôle territorial", un programme permettant des mesures contre la criminalité au Salvador (en),,. Il a siégé dans le fauteuil de Mario Ponce (en), le président de l'Assemblée législative (en), et après quelques minutes, est sorti de l'Assemblée législative et a informé une foule de partisans: « Nous allons donner une semaine à ces scélérats et s'ils n'ont pas approuvé le plan d'ici là, nous les convoquerons à nouveau », en référence aux politiciens dont il avait besoin pour approuver la demande de prêt,,.
De petites manifestations contre Bukele se sont formées à la suite de l'incident, connu au Salvador sous le nom de 9-F, cependant, de nombreux autres salvadoriens se sont exprimés sur les réseaux sociaux en faveur de Bukele. Les législateurs et l'opposition politique ont condamné l'action de Bukele comme une tentative de coup d'État,,. La Cour suprême du Salvador a également condamné son action et lui a interdit de convoquer l'Assemblée législative et a interdit au ministère de la Défense (en) de mener des actions non autorisées par la Constitution,. L'incident a été cité comme un cas de recul démocratique au Salvador,.
Pendant la pandémie de Covid-19 au Salvador, Bukele avait ordonné à la police nationale civile (en) d'arrêter des personnes pour violation des ordonnances de confinement. La Cour constitutionnelle, une partie de la Cour suprême, a statué que l'arrestation de citoyens pour violation des ordonnances de confinement était illégale, cependant, Bukele a ouvertement rejeté et ignoré la décision de justice. Le 8 novembre 2020, Raúl Melara, le procureur général du Salvador, a ouvert des enquêtes sur vingt institutions gouvernementales de Bukele pour corruption,.

## Crise
Le 28 février 2021, les élections législatives salvadoriennes de 2021 ont donné lieu à une victoire de Nuevas Ideas, le parti politique de Bukele, qui a remporté 56 des 84 sièges de l'Assemblée législative. La nouvelle session de l'Assemblée législative a commencé le 1er mai 2021. Le mandat de Ponce en tant que président de l'Assemblée législative s'est terminé avec la nouvelle session de l'Assemblée législative, et la nouvelle session a voté Ernesto Castro (en) en tant que nouveau président de l'Assemblée législative avec une marge de 64 voix pour et 20 abstentions.
À la suite de l'élection de Castro, l'Assemblée législative a ensuite voté la destitution des cinq juges de la Cour constitutionnelle de la Cour suprême qui s'étaient opposés à Bukele dans le passé, citant qu'ils avaient auparavant "rendu des décisions arbitraires",. Le vote s'est terminé par 64 pour, 19 pour l'opposition et 1 abstention. Elisa Rosales, une dirigeante de Nuevas Ideas, a déclaré qu'il y avait des "preuves claires" que les juges avaient entravé la conduite du gouvernement et qu'ils devaient être destitués pour protéger le public. Immédiatement après le vote, les cinq juges, bien qu'ayant déclaré le vote anticonstitutionnel,ont été destitués. Les juges révoqués étaient Óscar Armando Pineda Navas (es), le président de la Cour suprême, Aldo Enrique Cáder, Carlos Sergio Avilés, Carlos Ernesto Sánchez et Marina de Jesús Marenco.
Plus tard le même jour, l'Assemblée législative a également voté pour retirer Melara de son poste de procureur général, et il a ensuite présenté sa démission,,. Cinq nouveaux juges ont été nommés le 3 mai 2021, tous partisans de Bukele,. Les nouveaux juges étaient Óscar Alberto López Jerez, qui a remplacé Pineda Navas en tant que président de la Cour suprême, Luis Javier Suárez Magaña, Héctor Nahúm García, José Ángel Pérez Chacón et Elsy Dueñas Lovos,, et ils ont chacun reçu des gardes armés comme gardes du corps personnels.

## Conséquences et réactions nationales
Le vote contre les juges et le procureur général a été qualifié de coup d'État, d'auto-coup d'État, de jeu de pouvoir et de prise de pouvoir par plusieurs organes de presse et l'opposition politique du Salvador, car il a donné à Bukele et Nuevas Ideas un pouvoir politique accru,,,,. Il a également été étiqueté comme une "menace à la démocratie."
René Portillo, un législateur de l'Alliance républicaine nationaliste (ARENA), a déclaré : "Ce qui s'est passé hier soir à l'Assemblée législative, avec une majorité que le peuple leur a donnée par le vote, est un coup d'État". De nombreux partisans et partisans de Bukele, les Forces armées du Salvador et la Police nationale civile ont soutenu les actions de l'Assemblée législative,.

## Réactions internationales

### États
- États-Unis :
  - Kamala Harris, vice-président des États-Unis, a déclaré que le gouvernement des États-Unis avait de "profondes préoccupations" au sujet de la démocratie au Salvador[11],[13].
  - Antony Blinken, le secrétaire d'État des États-Unis, a fait une déclaration exprimant sa "sérieuse préoccupation" concernant la destitution du procureur général, ajoutant: "La gouvernance démocratique exige le respect de la séparation des pouvoirs, pour le bien de tous les Salvadoriens"[11],[16].
  - Jim McGovern, le représentant du 2e district du Congrès du Massachusetts, a déclaré qu'il était "troublé et irrité" par l'action de l'Assemblée législative, ajoutant : "Ce n'est pas la démocratie, c'est la destruction d'un système judiciaire indépendant et de la primauté du droit"[16].
- Venezuela : Julio Borges, le commissaire spécial aux relations étrangères de Juan Guaidó, a qualifié le gouvernement de Bukele de dictature, déclarant qu'"il n'y a pas de bonnes ou de mauvaises dictatures : il y a des dictatures"[21]

### Organisations internationales
- Union européenne : Josep Borrell, le haut représentant de l'Union pour les affaires étrangères et la politique de sécurité de l'UE, s'est dit préoccupé par la situation au Salvador, déclarant que la destitution des juges et du procureur général "mettait en doute l'État de droit [au Salvador]."[11]
- Organisation des États américains : L'OEA a condamné l'action, déclarant : "le respect le plus complet de la primauté du droit démocratique est essentiel."[16],[24]
- Nations unies : Diego García-Sayán Larrabure, enquêteur spécial des Nations unies sur l'indépendance des systèmes judiciaires, a déclaré : "Je condamne les mesures prises par le pouvoir politique pour démanteler et affaiblir l'indépendance judiciaire des magistrats en destituant les membres de la chambre constitutionnelle."[17]

### Autres
Plusieurs groupes de défense des droits humains ont condamné l'action et accusé Bukele d'avoir permis à la crise politique de se produire,. Juan Pappier, le chercheur principal des Amériques de Human Rights Watch, a déclaré que Bukele avait "démantelé tous les freins et contrepoids internes sur son pouvoir.". L' Université d'Amérique centrale José Simeón Cañas (UCA) a déclaré : "En cette heure sombre pour notre démocratie déjà faible, l'UCA appelle à la défense de ce qui a été construit après la guerre au prix de tant d'efforts et de tant de vies. : une société où dire "non" au pouvoir n'est pas un fantasme."